# 발더 스카이
발드 스카이(Baldr Sky)는 기가의 2010년 작 어덜트 게임이다.

## 등장인물
발더 스카이가 Dive1과, Dive2, Dive-x로 나눠서 발매됨에 따라 두 항목에 모두 기입한다.

### Dive1
- 코우 : 주인공. 세컨드 제너레이션(제 2세대). 전 통합군 중위이며 현 용병.
- 레인 : 세컨드 제너레이션(제 2세대). 전 통합군 소위이며 현 용병. 코우를 보좌하고 있다.
- 아키 : 주인공의 육촌누나. 세컨드 제너레이션(제 2세대). 육촌이기는 하나 거의 친남매나 다름없는 친밀한 관계이다. 항상 멍하고 축 쳐져 있는 것이 특징이지만 사실 초 특급 엘리트 프로그래머.
- 소라 : 세컨드 제너레이션(제 2세대).
- 마코토 : 세컨드 제너레이션(제 2세대). 소라의 여동생. 전뇌증이라는 병을 앓고 있다.
- 치나즈 : 세컨드 제너레이션(제 2세대).

### 기타 조연
- 이사오 :
- 에이지 :

## 관련 설정
- 나노 플라워 : 저명한 나노과학자인 와카쿠사 부부(나노하의 부모)가 개발한, 나노머신으로 이루어진 꽃. 외견은 하얀 카네이션이다. 뿌리를 내리고 생장하는 등 실제 식물과 차이점이 거의 없다. 나노기술의 발전을 상징하는 물건이랄까.
- 어셈블러 : 원래는 환경 정화를 위해 만들어진 나노머신이였으나 폭주하여 주인공의 친구등 많은 사람들이 사망하였다.
- 바이러스 :
- 브레인 칩 : '발더 스카이'에서는 전작과는 달리 전 세계의 사람들에게 보급되어 있다.
- 다이브 :
- 특이점 :
- 세컨드 제네레이션 : 뇌내의 브레인 칩이 24시간 무선으로 넷에 연결되어 있는 인간. 항시 넷에 연결되어 있기에 데이터베이스 정리나 인터넷 검색 따위를 자유롭게 할 수 있음은 물론이고 원한다면 콘솔 없이도 언제든지 다이브할 수 있다.

## 관련 지명
- 스즈시로 시 : GU(지구통합정부)의 직할지.

## 같이 보기
- 발더 포스